# تاکستد
latitudeتاکستدlongitudeتاکستد
تاکستد (به انگلیسی: Thaxted) یک شهرک در بریتانیا است که در اسکس واقع شده‌است.

## نگارخانه

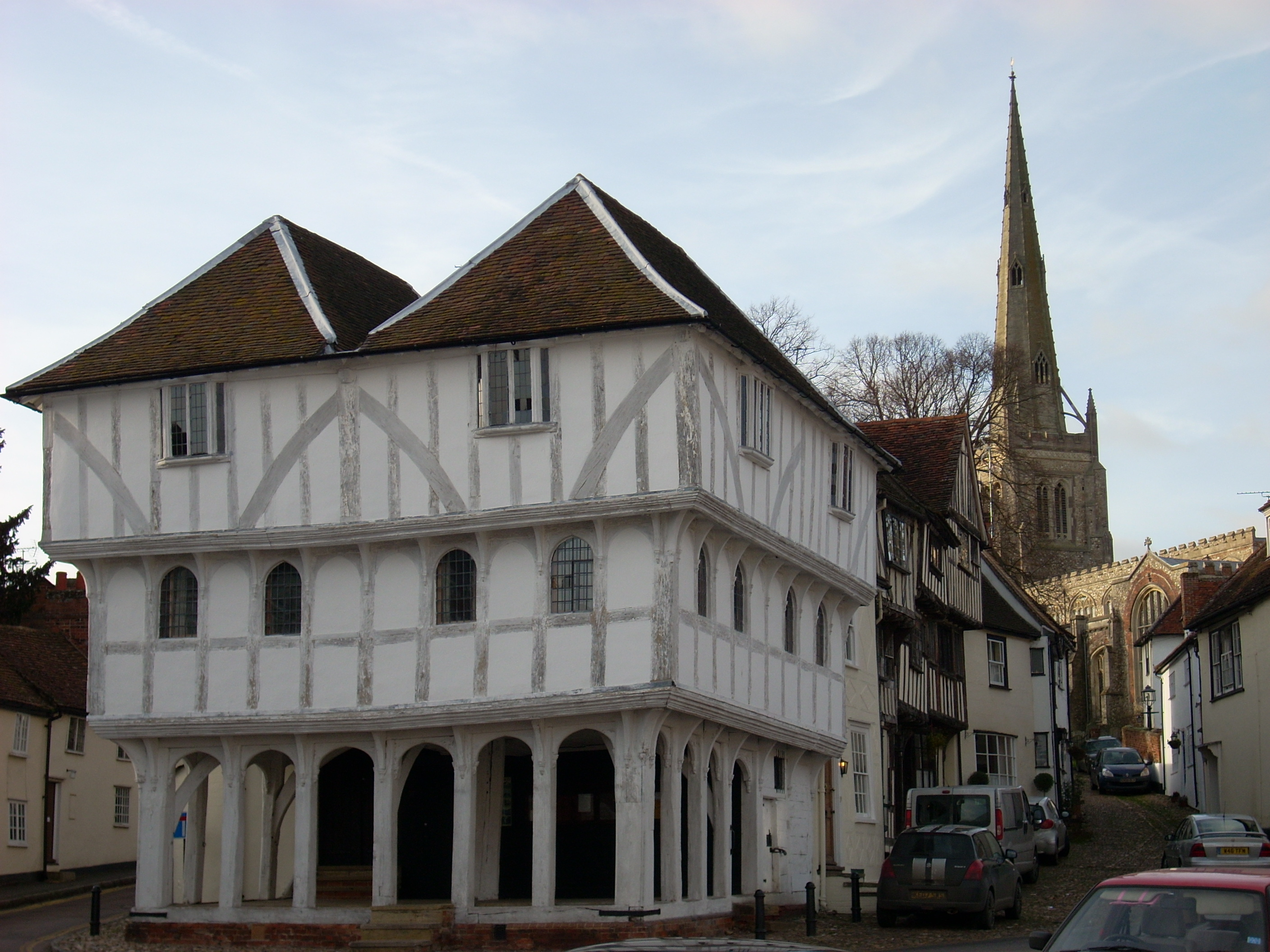
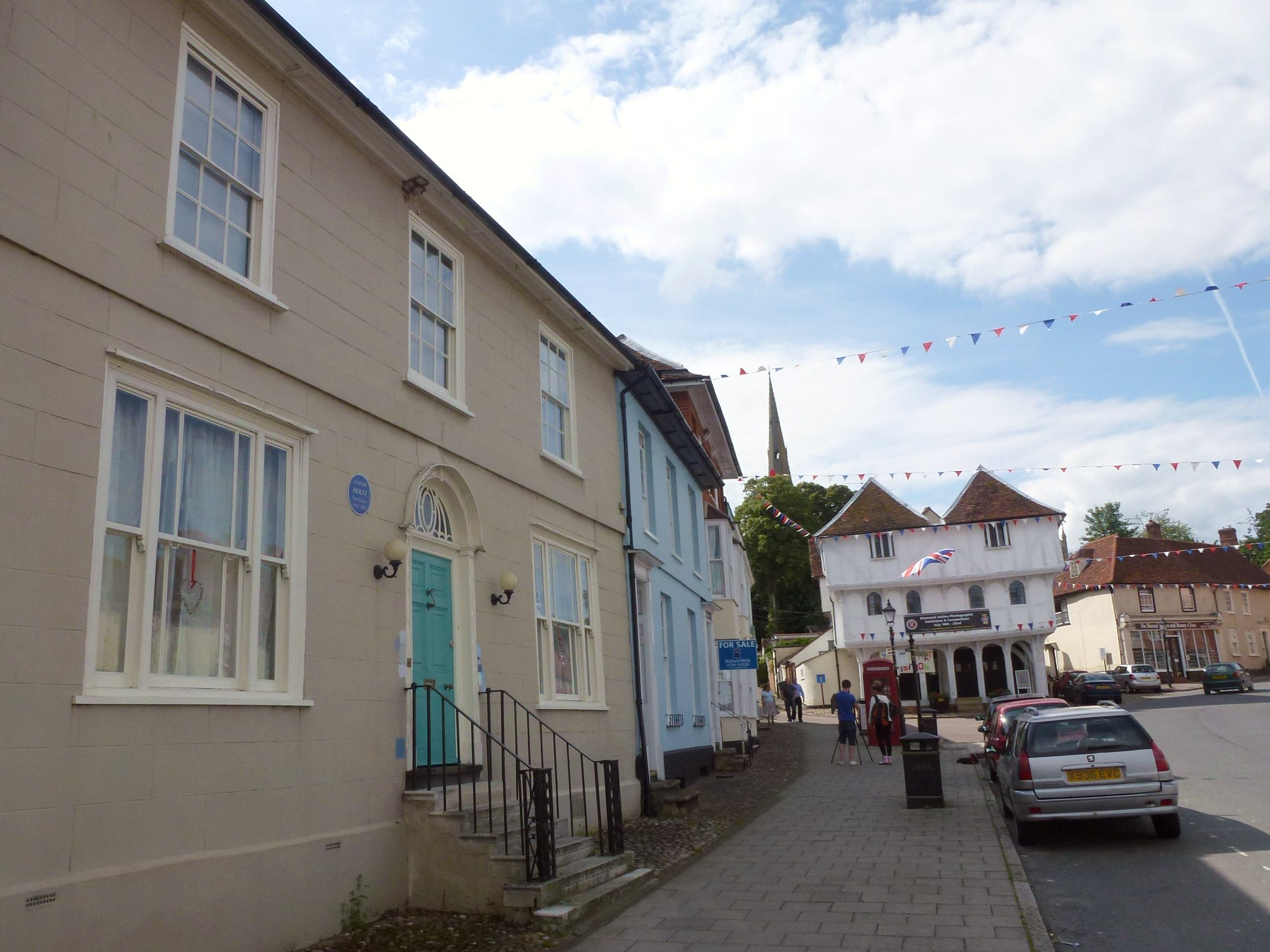
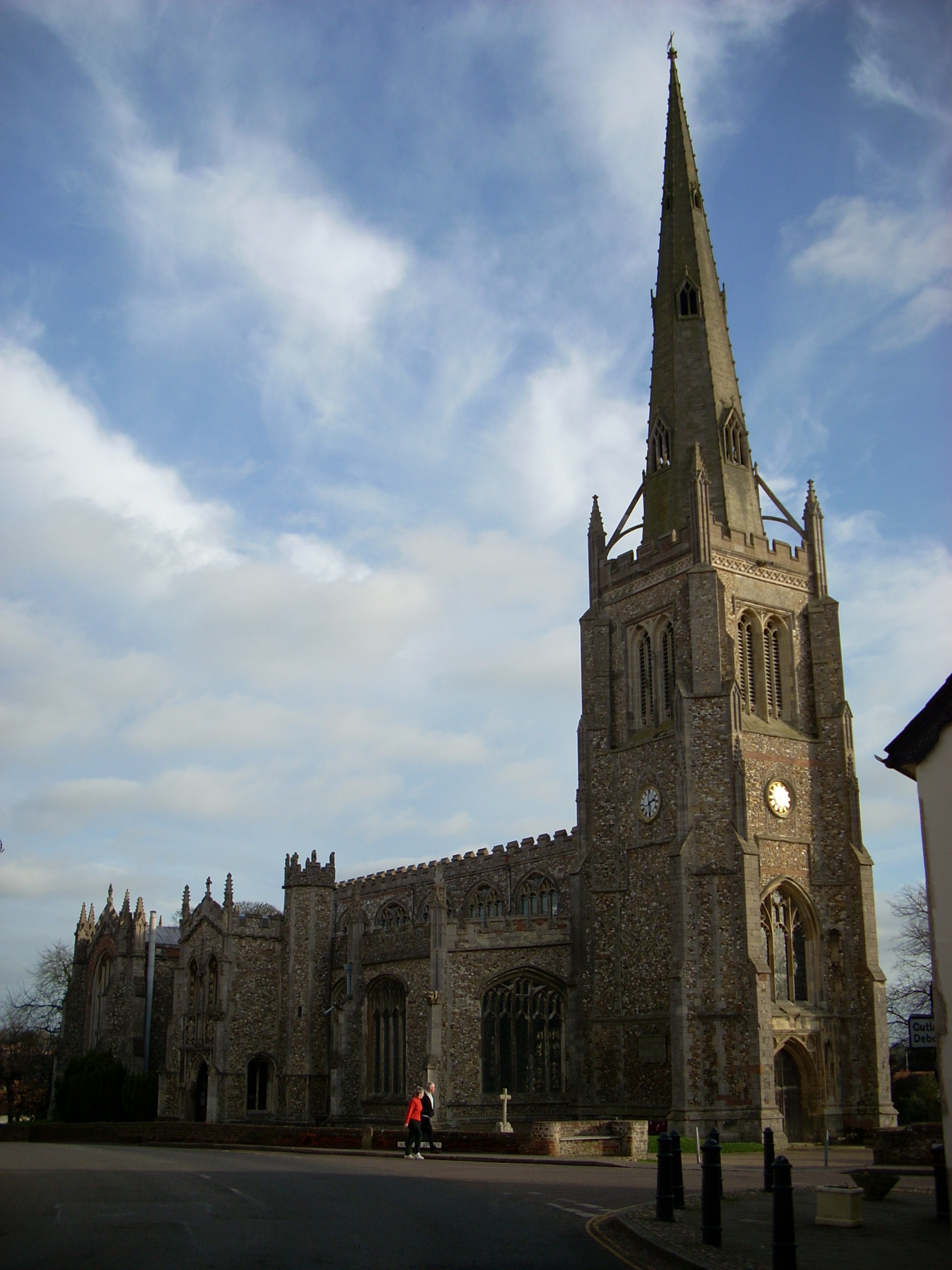
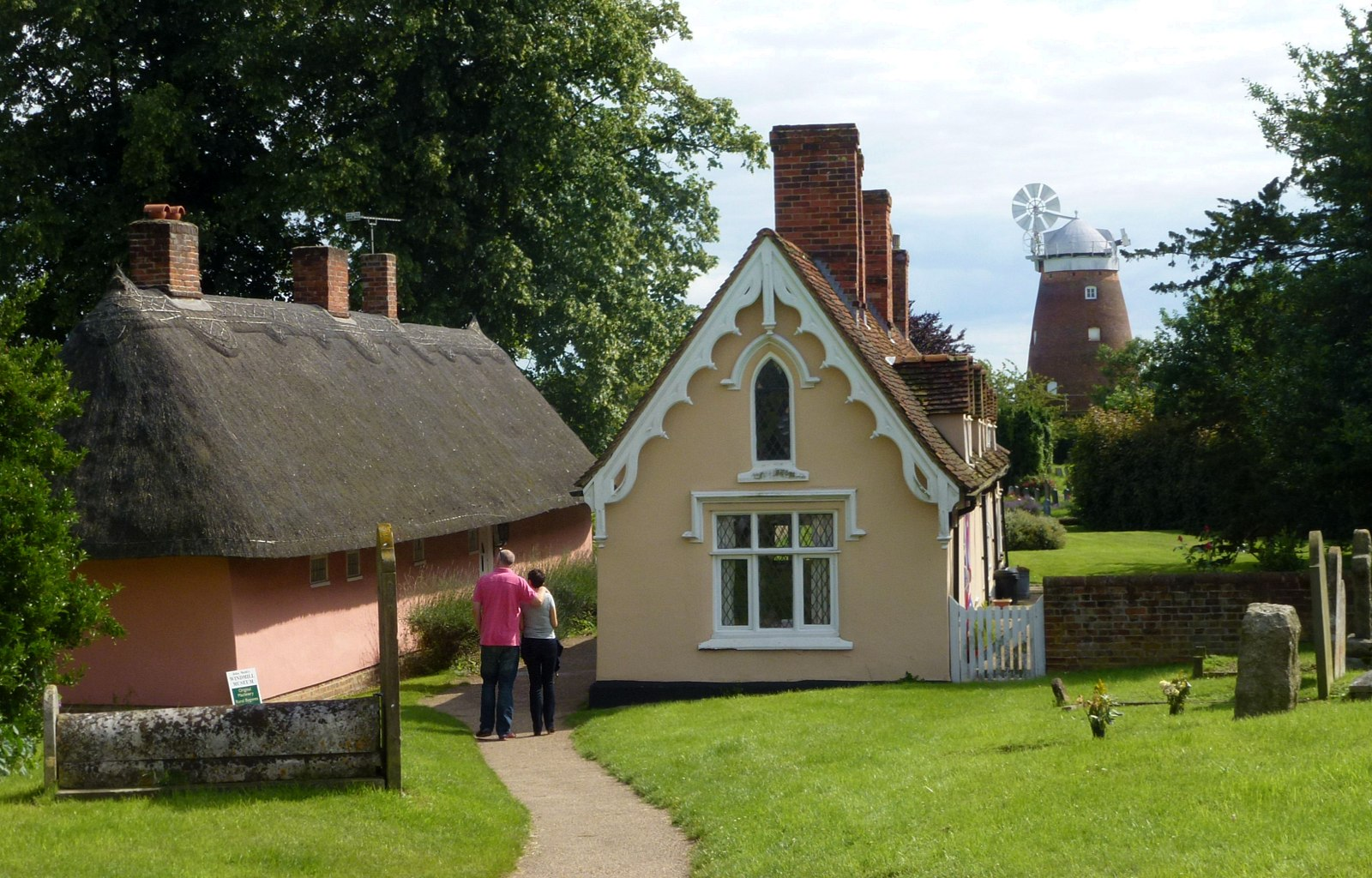
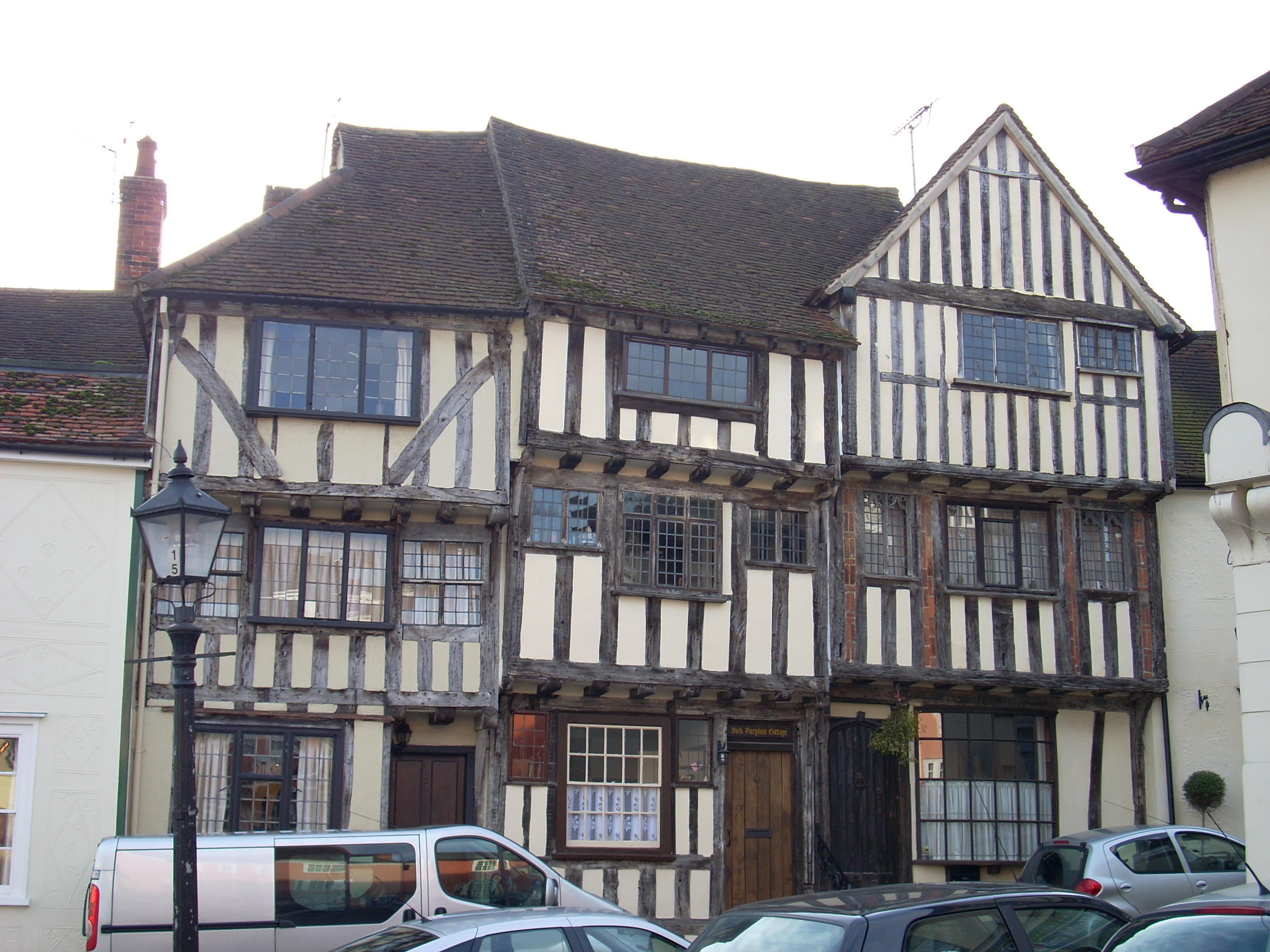

## خصوصیات
تاکستد ۲٬۵۲۶ نفر جمعیت دارد.